# Силея
Силея (итал. Silea) — коммуна в Италии, располагается в провинции Тревизо области Венеция.
Население составляет 9767 человек (на 2004 г.), плотность населения составляет 499 чел./км². Занимает площадь 18 км². Почтовый индекс — 31057. Телефонный код — 0422.
Покровителем коммуны почитается святой архангел Михаил. Праздник ежегодно празднуется 29 сентября.